# Symfonie nr. 1 (Brian)
Havergal Brian voltooide zijn Symfonie nr. 1 "De Gotische" in 1927. Hij had er zeven à acht jaar aan gewerkt.

## Geschiedenis
Brian begon vermoedelijk al in 1919 aan wat toen zijn tweede symfonie moest worden. In 1907/1908 had hij A fantastic symphony in vier delen geschreven. Brian hernummerde zijn reeks in de jaren zestig en toen was dat werk zoekgeraakt, vandaar dat zijn Symfonie nr. 2 omgenummerd werd naar 1. Het kreeg de bijtitel "De Gotische" vanwege de enorme structuur, die vergelen werd met de bouw van een gotische kathedraal (steeds groter en ingewikkelder bouw door voortschrijdende kennis en kunde). Tegelijkertijd werd Brian door dirigent Henry Wood gevraagd een suite te schrijven voor muziekinstrumenten die (toen) in de vergetelheid dreigden te raken, dit idee werd later door Brians collega en vriend Granville Bantock herhaald. De suite werd uiteindelijk een symfonie en twee delen en zes secties. Het totale werk werd opgedragen aan collega-componist Richard Strauss, die het een geweldig werk zou hebben genoemd.

## Muziek
Het werk valt in twee delen uiteen. Deel 1 is Brian weergave van Goethes Faust (Faust was ook een mens, die zijn kennis wilde uitbreiden) en begint dan ook met een citaat uit Faust: "He who ever strives with all his might, The man we can redeem". Het bestaat uit drie secties: Allegro assai (attaca), Lento espressivo e solenne (attaca)en Vivace (attaca). Het is geheel instrumentaal maar al met een uitgebreid orkest. Deel 1 is in 1928 ingezonden voor de 1928 International Columbia Graphophone Competition, maar legde het af tegen Kurt Atterbergs Symfonie nr. 6.
Deel 2 is een Te Deum dat ongeveer twee keer zo lang duurt als deel 1. Ook dit stuk valt in drie secties uiteen Te Deum Laudamus (Allegro moderato), Judex: adagio molto e religioso (Adagio solenne e religioso) en Te Ergo quaesumus (Moderato e molto sostenuto). Gedurende bijna het gehele deel zijn de vier solisten, vier gemengde koor, het kinderkoor en het orkest actief. Bovendien is er nog een “off-stage” orkestje, dat speelt.
Het geheel werd in 1932 in Leipzig uitgegeven door de firma Cranz & Co. De partituur stond helaas vol met fouten. United Music Publishers gaf het in 1976 opnieuw uit, maar daarbij werden de fouten opnieuw meegedrukt.

## Uitvoeringen
De enorme gevraagde orkestratie vormde waarschijnlijk een beletsel om het werk uit te voeren. Er is een uitvoering bekend op 24 juni 1961 in Westminster. Deze uitvoering wordt door de Havergal Brain Society niet gezien als professioneel, terwijl toch zangers meededen als Jean Evans en John Shirley-Quirck. Het orkest was echter het semi-professionele Polyphonia Orchestra onder leiding van Bryan Fairfax. Het werk moest tot 30 oktober 1976 wachten voor een eerste uitvoering en wel in de Royal Albert Hall het geheel onder leiding van Adrian Boult (in 2010 op compact disc verschenen). Alhoewel er nog enkele uitvoeringen plaatsvonden, bleef het toch voornamelijk een Britse aangelegenheid, alhoewel ook een uitvoering in Brisbane, Australië geregistreerd is. In 2011 was de symfonie te beluisteren tijdens de Proms-concertreeks, waarna ook direct opnamen plaatsvonden. Tot 2016 is het totale werk circa acht maal uitgevoerd. Er zijn in 2016 drie opnamen beschikbaar, waarbij de meest opvallende de opname is gepleegd in Bratislava. Het platenlabel Naxos dorst het in 1989 als eerste aan die opname te bekostigen, gebruik makend van de goedkopere solisten, koren en orkest uit Tsjecho-Slowakije. Pas in 2011 volgde een tweede opname, doch ook dat is een live-opname, in dit geval van het Proms-concert onder leiding van Martyn Brabbins.

## Orkestratie

### deel 1
- 2 piccolo’s (II ook dwarsfluit), 3 dwarsfluiten (III ook altfluit), 2 hobo’s, 1 oboe d'amore, 1 althobo, 1 bashobo, 1 esklarinet, 2 besklarinetten, 1 bassethoorn, 1 basklarinet, 3 fagotten, 1 contrafagot
- 6 hoorns, 1 escornet, 4 trompetten, bastrompet, 3 trombones, 2 tuba’s
- 2 sets van drie pauken, 8 man/vrouw percussie met glockenspiel, xylofoon, 2 grote troms, 3 kleine troms, tamboerijn, bekkens, tamtam, triangel, 2 harpen, orgel, celesta
- violen, altviolen, celli en contrabassen (in de verhouding 16 eerste violen, 16 tweede violen, 12 altviolen, 10 celli en 8 contrabassen)

### Deel 2
- sopraan, alt, tenor, bas
- kinderkoor, 2 grote gemengde dubbelkoren (vaak vervangen door vier gemengde koren (met SATB)
- 2 piccolo’s (II ook dwarsfluit), 6 dwarsfluiten (VI ook altfluit), 6 hobo’s (V: oboe d’amore, VI bashobo), 2 althobo’s, 2 esklarinetren (II ook besklarinet), 4 besklarinetten, 2 bassethoorn, 2 basklarinet, 1 contrabasklarinet, 3 fagotten, 2 contrafagot
- 8 hoorns, 2 escornetten, 4 trompetten, bastrompet, 3 trombones, 1 bastrombone, 1 contrabastrombone, 2 eufoniums,  2 tuba’s
- 2 sets van drie pauken, 18 man/vrouw percussie, 2 harpen, orgel, celesta
- violen, altviolen, celli en contrabassen (in de verhouding 20 eerste violen, 20 tweede violen, 16 altviolen, 14 celli en 12 contrabassen)
- vier stes van off-stagegezelschappen ieder bestaande uit 2 hoorns, 2 trompetten, 3 trombones en een set pauken
- een totaal oplopend tot circa 800 man/vrouw op het podium met de mogelijkheid de bezetting hier en daar aan te passen.

Symfonie nr. 1 "Gotische"  · 2 · 3 · 4 · 5 · 6 · 7 · 8 · 9 · 10 · 11 · 12 · 13 · 14 · 15 · 16 · 17 · 18 · 19 · 20 · 21 · 22 · 23 · 24 · 25 · 26 · 27 · 28 · 29 · 30 · 31 · 32